# Henri Gavel
Henri Gavel (Saint-Pol-sur-Ternoise, Pas-de-Calais, 22 de mayo de 1880 - Anglet, 15 de octubre de 1959) fue un romanista, hispanista y vascólogo francés.
Romanista, fue profesor de español del Liceo de Bayona y allí entró en contacto con el euskera, lengua que aprendió y empezó a estudiar. Se hizo miembro de la Sociedad de Estudios Vascos y luego enseñó en la Facultad de Letras de Toulouse. Dominaba también el gascón y llegó a ser una auténtica autoridad en euskera, lengua sobre la que aportó gran número de trabajos filológicos, algunos de ellos clásicos. Se interesó también por la música religiosa y la liturgia. Miembro de honor de la Real Academia de la Lengua Vasca, perteneció también a la Academia gascona, Société de Sciences, Lettres et Arts de Bayonne, Société des Amis du Musée Basque, el Institut d'Études Occitanes y otras instituciones y asociaciones. Publicó en la Revista Internacional de Estudios Vascos, Gure Herria, Gernika, Euskera, Eusko-Jakintza, Bulletin du Musée Basque, entre las revistas de ámbito vasco, y entre las internacionales, en Annales du Midi, Annales de la Facultad de Letras de Toulouse, Bulletin de la Société des professeurs de langues meridionales y otras. Escribió Éléments de phonétique basque en 1920, muy elogiada por Luis Michelena, y una Grammaire basque. 